# Dasynema chrysogyrus
Dasynema chrysogyrus är en ringmaskart som först beskrevs av Grube 1876.  Dasynema chrysogyrus ingår i släktet Dasynema och familjen Serpulidae. Inga underarter finns listade i Catalogue of Life.